# Montlaur (Haute-Garonne)
Montlaur is een gemeente in het Franse departement Haute-Garonne (regio Occitanie). De plaats maakt deel uit van het arrondissement Toulouse. Montlaur telde op 1 januari 2022 1.791 inwoners.

## Geografie
De oppervlakte van Montlaur bedroeg op 1 januari 2022 9,61 vierkante kilometer; de bevolkingsdichtheid was toen 186,4 inwoners per km².

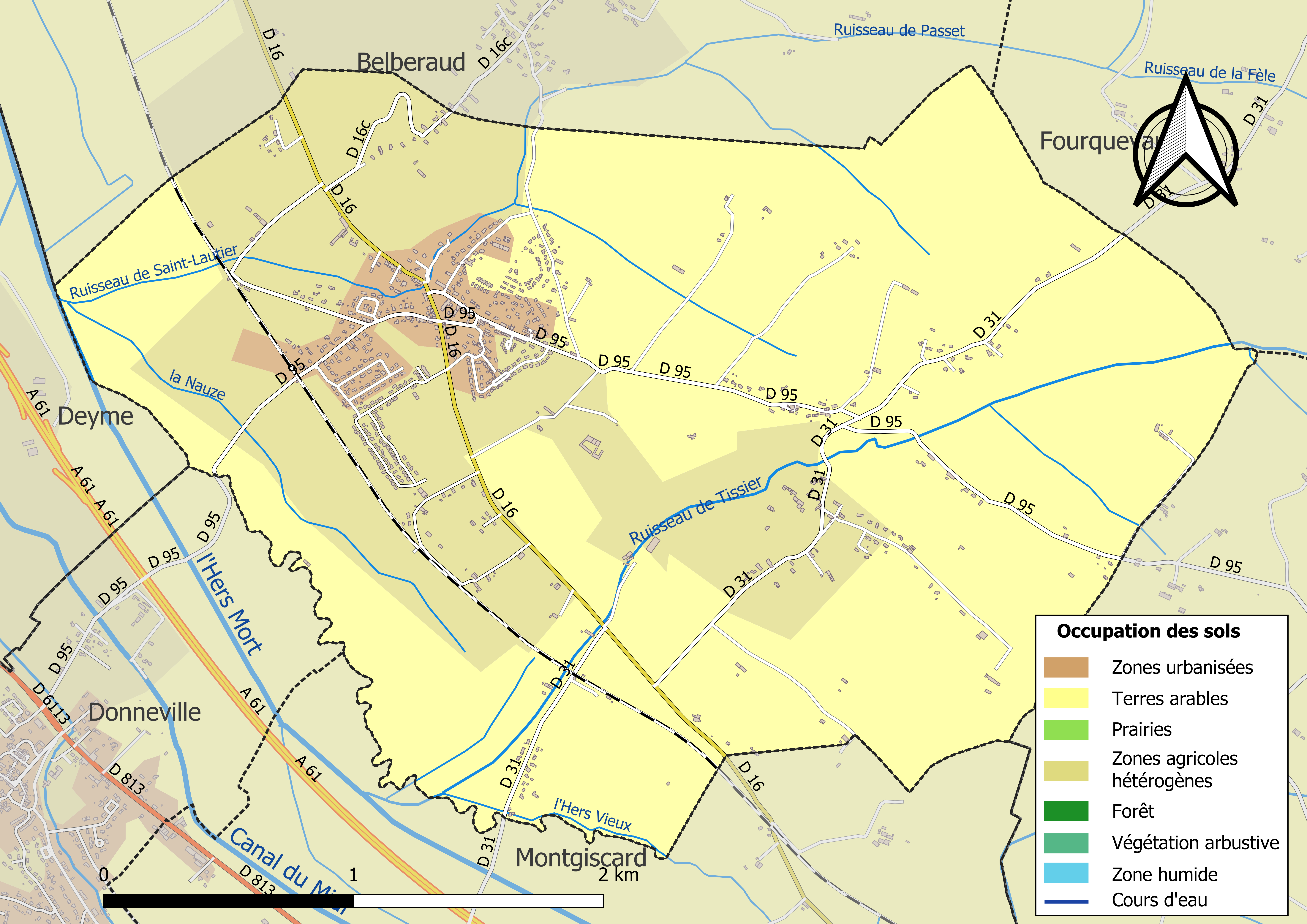
Kaart van de gemeente met belangrijkste infrastructuur, bodemgebruik en omliggende gemeenten

## Demografie
De figuur toont het verloop van het inwonertal (bron: INSEE-tellingen).